# Deuring (Adelsgeschlecht)

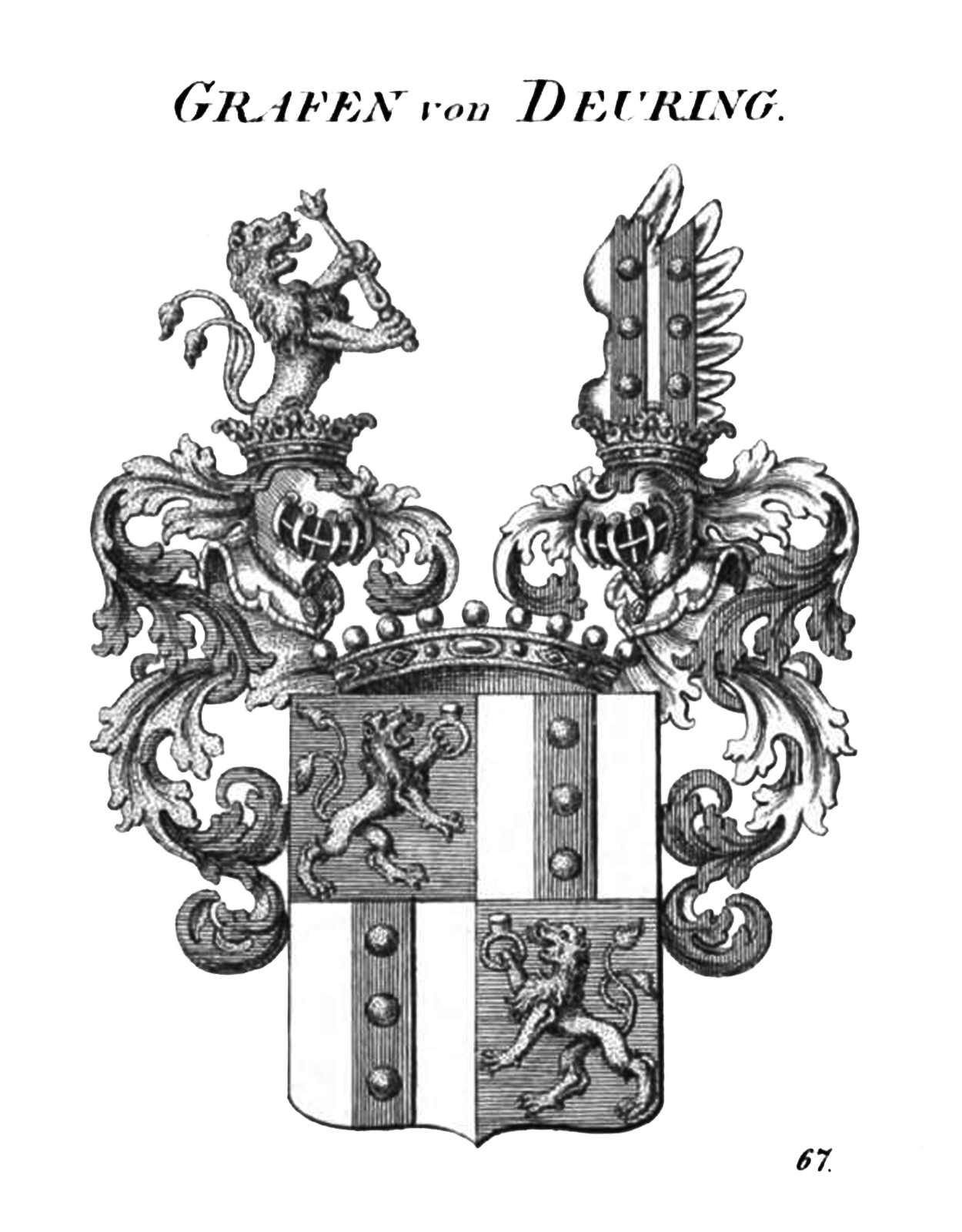
Grafen von Deuring

Die Deuring sind ein in Vorarlberg beheimatetes österreichisches Adelsgeschlecht mit ursprünglichem Stammsitz in Bregenz.
Das Geschlecht der Deuring lässt sich bis 1430 mit dem Namen Thüring und Türing verfolgen.
Im Jahre 1605 erhielt Gall Deuring ein Wappen und wurde 1621 durch Ferdinand II. in den Adelsstand erhoben und erhielt
1623 die kaiserliche Hofpfalzgrafenwürde.
Im 16. Jahrhundert breitete sich das Adelsgeschlecht in den deutschen Bodenseeraum aus.
Neben der Bregenzer Hauptlinie Deuring-Mittelweiherburg (1623 Hofpfalzgrafen)
waren in Deutschland Deuring-Hohenthann und Stätzling (1629 Freiherren)
sowie die Linie Deuring-Gottmadingen und Heilsberg (1672 Freiherren) beheimatet. Die Linie des Gallus Ignaz Freiherr von Deuring, Herr auf Hohen-Aham, kurbayerischer Kämmerer, erhielt 1790 zu München von Kurfürst und Reichsvikar Karl Theodor den Reichsgrafenstand.

## Deuring-Mittelweiherburg
Der Name Deuring hat in Bregenz besondere Bedeutung. Mitte des 15. Jahrhunderts waren die Deuring auf dem Südhang des Pfänderstockes beheimatet. 1512 wurde Gallus Deuring ein Bürger von Bregenz und wurde zum Turmwächter auf dem Schelmenturm bestellt, welcher im 19. Jahrhundert abgerissen wurde.
Fortan betrieben die Deuring Handel mit Holz und waren bekannte Kaufleute. Nur drei Generationen nach der Einbürgerung zählten diese zu den mächtigsten und reichsten Bregenzern.
Im Jahr 1605 erhielten die Deuring ein Wappen, wurden 1621 geadelt und erhielten 1623 die Hofpfalzgrafenwürde. Gall Diethelm von Deuring war von 1690 bis 1700 zweimal Stadtammann von Bregenz, kaiserlicher Truchsess, Regimentsrat in Innsbruck und Vize-Statthalter der Grafschaft Nellenburg. Gegner behaupteten, die deuringsche Partei erstrebe die Alleinherrschaft in der Stadt, welches nicht abwegig war.

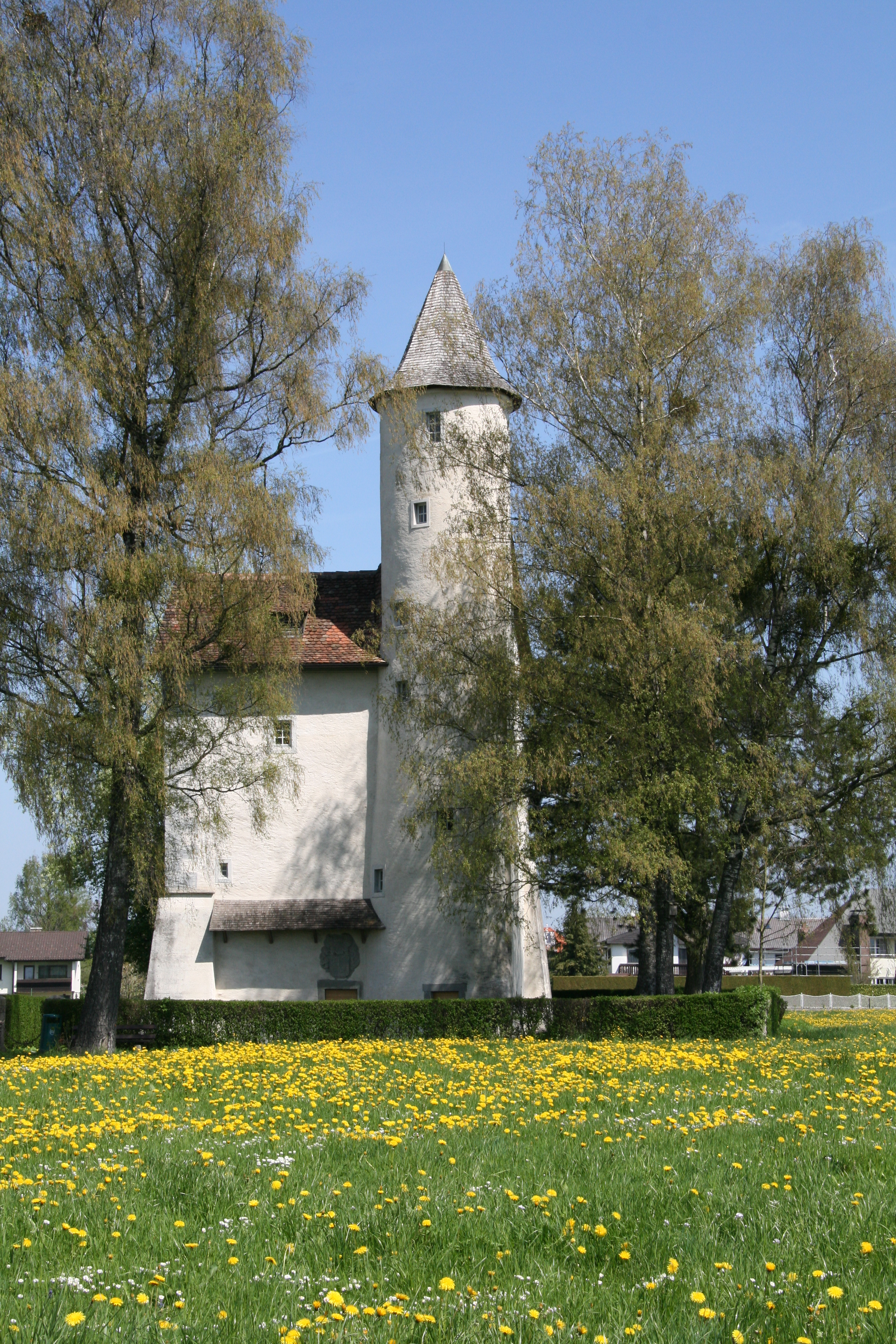
Letzter vorhandener Teil der Mittelweiherburg

Die Anhäufung von Kapital führte zur Vorherrschaft weniger Familien in Bregenz. Allen voran sind die von Deuring zu nennen. Gall von Deuring und seine Nachkommen handelten neben Holz auch mit Wein und Rebstecken. Durch den damit erworbenen Reichtum und einflussreiche Ämter sind sie mächtig geworden.
Bregenz spiegelte dessen Einfluss wider. So erwarben die von Deuring eine Reihe von Häusern in der Oberstadt. Zehn Häuser, der gesamte Südwesten gehörte deren von Deuring. Ebenfalls wurde die Straße Richtung Oberstadt zur Deuringsstraße umbenannt. In der Zeit von 1660 bis 1690 ließ Johann Albert von Deuring das sogenannte Deuring Schlössle errichten. Ebenfalls im Besitz derer von Deuring befand sich Schloss Randegg. Die Deuring erwarben im 16. Jahrhundert die in Hard liegende Mittelweiherburg. Dadurch kommt die Namensgebung derer zu Mittelweiherburg.
Die von Deuring breiteten sich rasch in die umliegende Bodenseeregion aus und übernahmen oftmals hohe Ämter. Dadurch spaltete sich das Adelsgeschlecht der Deuring in zwei Linien. In Deutschland waren die von Deuring-Hohentann und Stätzling (1629 Freiherren) sowie die Linie von Deuring-Gottmadingen und Heilsberg (1672 Freiherren). Derer von Deuring zu Mittelweiherburg waren jedoch auch in Ravensburg beheimatet. Nicolas von Deuring zu Mittelweiherburg († 1661) war 1629 Bürgermeister in Ravensburg. Ebenso Johann Ulrich von Deuring zu Mittelweiherburg war von 1743 bis 1750 katholischer Bürgermeister in Ravensburg.
Mit dem Namen Deuring sind auch zahlreiche fromme Stiftungen verbunden: Bregenzer Seekapelle, Silberaltar in der St. Gallus Stadtpfarrkirche, Kapuzinerkloster (erbaut von 1636 bis 1639, 1996 aufgelassen). Mit Hilfe einer Spende des Kommerzialrat Karl Deuring, wurde das Großprojekt Bregenzer Festspiele 1950 realisiert. Die Bregenzer Festspiele ist die größte, auf Wasser erbaute, Bühne.

## Deuring Schlössle
In der Zeit von zirka 1660 bis 1690 ließ Johann Albert von Deuring zu Mittelweiherburg das sogenannte Deuringschlössle errichten. Die Vorgängerbauten zum heutigen Baukörper dürften aus dem Mittelalter stammen. Aus der vorhandenen Bausubstanz wurde ein barockes Schmuckkästchen errichtet, welches bis heute das Stadtbild der Oberstadt beherrscht (1912 vom großen Wiener Expressionisten Egon Schiele gemalt). Johann Albert von Deuring war es auch, der sich einen im Zickzack verlaufenden Weg vom Schlössle ins Thalbachtobel anlegen ließ, das Albertusloch. Der Zugang ist noch vorhanden. Die Meißnerstiege ist sozusagen die begradigte Nachfolgerin des Albertuslochs. Das Schlössle blieb bis 1801 im Besitz der Familie. Damals starb Freiherr Felix Thaddäus Rüpplein von und zu Keffikon. Er war mit der Erbtochter der Familie Deuring verheiratet.

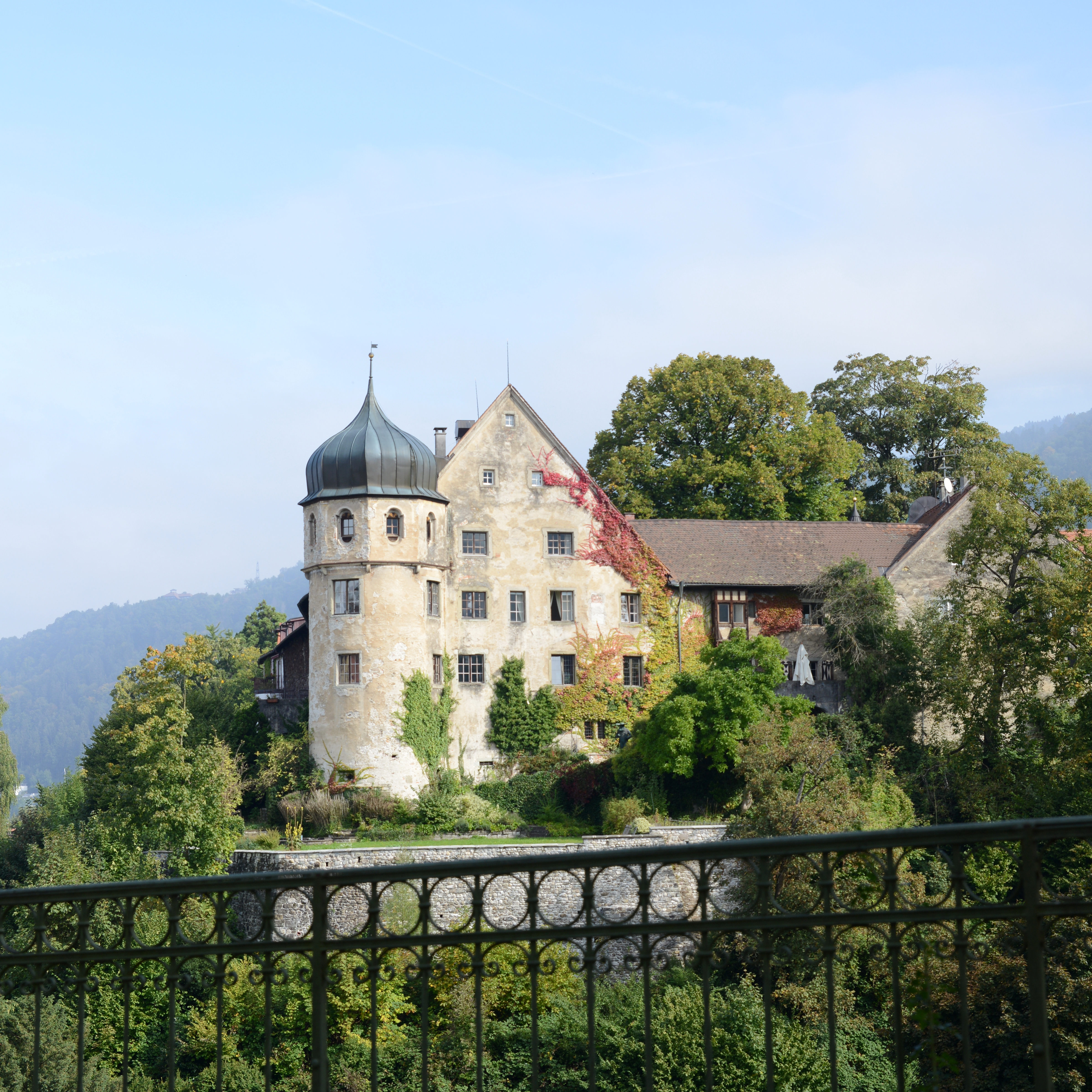
Teil des Deuring Schlössle in der Oberstadt

Der Ansitz wurde an den Landvogt und Kreishauptmann Johann Jakob von Vicari (naher Verwandter von Hermann von Vicari) verkauft. Zwanzig Jahre später erwarb der k. u. k Rentmeister Christoph Anton Kayser den Besitz. Er richtete hier die Rentamtskanzlei ein. Nach seinem Tod erbte ihn der Schweizer Architekt Johann Anton Tscharner. 1915 wurde das Innere im Stil des Historismus neu eingerichtet. 1927 erfolgte der Ausbau des Obergeschosses des ehemaligen Torkels in ein Künstleratelier, den sog. Rittersaal.
1989 wurde das Deuring-Schlössle an Ernst und Heino Huber aus Bregenz verkauft, die es in den folgenden zehn Jahren im Inneren modernisieren ließen und es seither als gehobenes Hotel-Restaurant nützen.
2011 stand das Deuring-Schlössle wieder zum Verkauf. Mehrere Interessierte gaben ihr Angebot ab. Verkauft wurde es schlussendlich an Richard Hinteregger sowie Josef Huber, welche es mit Heino Huber weiter als gehobenes Hotel-Restaurant betreiben.

## Wappen
Das Stammwappen zeigt einen Löwen mit einem Ring in der Pranke, was mithin ein redendes Wappen ist.
Der Wappenschild der Grafen von Deuring ist von Blau und Silber quadriert. Im ersten und vierten blauen Feld ist ein goldener Löwe, der im ersten in der linken und im vierten in der rechten Pranke einen Ring hält: Einen Tür-Ring. Und Türing schrieben sich die Deuring in den Urkunden des 15. Jahrhunderts. Im zweiten und dritten silbernen Feld ein roter, mit drei goldenen Kugeln belegter Pfahl.
Den Schild bedeckt die Grafenkrone, auf welcher zwei gekrönte offene Turnierhelme gegeneinander gekehrt stehen. Auf dem rechten der goldene Löwe, in der linken Pranke ein Szepter haltend, auf dem linken ein silberner Adlerflügel mit sechs goldenen Münzen geschmückter Pfahl. Das Wappen ist mit dem Spruchband Deo Duce Fortuna Comite (Unter Gottes Führung, das Glück als Begleiter) versehen.

## Stammbuch
Im 17. Jahrhundert ließ Gall Diethelm von Deuring zu Mittelweiherburg ein Stammbuch erstellen. Eine andere Bezeichnung für Stammbuch ist Freundschaftsbuch (liber amicorum), woraus sich der Sinn besser erschließt. Freunde, Verwandte und Bekannte wurden gebeten, sich im Stammbuch verewigen, zumindest mit Namen und Datum. Meistens waren diese Bücher klein und handlich, damit sie leichter auf Reisen mitgenommen werden konnten. Das deuringsche Stammbuch umfasst mit dem Titelblatt 74 beschriebene Blätter, davon 55 aus Pergament, alle mit einem oder zwei Wappen versehen. Dazu kommen noch sechs, für die Zeit sehr genaue, Miniaturen. Die Darstellungen zeigen von der hohen Kunstfertigkeit der Maler. In der Regel waren das nicht die Eintragenden selbst, sondern von ihnen bezahlte Künstler, die so genannten Briefmaler. Bei einem Blatt hat Deuring vermerkt: „propria manu huc pinxit“, also: „eigenhändig hat er das gemalt“. Es zeigt  Graf Franziskus Christopherus von Wolkenstein als Ritter in voller Turnierrüstung hoch zu Ross, der in der rechten Hand eine Fahne mit dem wolkensteinischen Wappen hält. Datiert mit: Schloss Rodenegg, 22. August 1665. Die Eintragungen, die aus den Jahren 1659 bis 1678 stammen, sind in Ingolstadt, Landsberg am Lech, Innsbruck, Turin, Siena, Rom, Wien, Hall in Tirol und Bregenz geschrieben worden. 52 Blätter hat Gall Diethelm von Deuring auf der Rückseite mit lateinischen Notizen versehen, welche die Herkunft und Stellung der Eingetragenen betreffen.
Das Stammbuch befindet sich heute im Stadtarchiv von Bregenz.

## Deuring-Hohenthann-Stätzling
Die Hofmark Hohenthann wurde 1692 durch Einheirat von Gallus Sebastian Freiherr von Deuring (* 1620 in Bregenz, Vorarlberg; † 28. April 1701 in Hohenthann bei Landshut) übernommen. Er war ab 1671 Landrichter von Friedberg (Bayern) und verheiratet mit Maria Scheiterberg zu Stätzling, der Tochter des Johann von Scheiterberg und Maria Clara von Burgau zu Griesbeckerzell.
Von den Söhnen des Gallus Sebastian Freiherr von Deuring übernahm Karl Joseph Anton Freiherr von Deuring (* 1681; † 1751) die Hofmark. Dieser war Herr auf Bitzenhofen, Neuhausen und Wulfertshausen bei Friedberg, resignierter Hofkammerrat und Landrichter zu Friedberg, 1729–1748 Rentmeister und Regimentsrat in Landshut. Dessen Sohn Karl Rudolph Freiherr von Deuring von und zu Hohenthann auf Bitzenhofen (Oberteuringen), Neuhausen und Wulfertshausen († 7. Oktober 1757) war Kastner in Landau (1745–1757) und Landrichter in Leonsberg bei Straubing. Er war verheiratet mit Maria Adelheid Ludmilla von Croneckh (* 1723; † am 25. Dezember 1800 in Bad Reichenhall).
Der Sohn des Karl Rudolph, Johann Nepomuk Ignaz Karl Joseph Anton von Deuring verstarb schon vor 1757 ohne männliche Nachkommen.
Deshalb folgte als Besitzer der Hofmark Johann Gallus Ignatius Freiherr von Deuring von und zu Hohenthann und Stätzling († 1793), Landrichter und Kastner in Friedberg,
Kurpfalzbayrischer Kämmerer, am 24. September 1790 von Kurfürst Karl Theodor v. Pfalz-Bayern in den Grafenstand erhoben. Er war verheiratet mit Elisabeth von Pudewels, Freiin auf Schloss Wolfring, der Tochter des Johann Casimir von Pudewels († 13. April 1757) und Maria Anna von Deuring, die wiederum eine Tochter des o. g. Karl Joseph Anton von Deuring und der Freiin Elisabeth von Wampel war.
Der Sohn des Johann Gallus Ignatius, Gallus Judas Thaddäus Reichsgraf von Deuring von und zu Hohenthann und Stätzling (* ca. 1762, † 23. April 1814 in Hohenthann), Regimentsrat in Landshut, übernahm 1793 die Hofmark und besaß sie bis 1818.

### Wappen Hohenthann

Wappen von Hohenthann

Das seit 1969 geführte Wappen der Gemeinde Hohenthann ist gespalten von Blau und Silber.
Vorne befindet sich ein linksgewendeter goldener Löwe, der einen goldenen Ring in der erhobenen linken Pranke hält, hinten eine bewurzelte grüne Tanne.
Die Tanne im hinteren Feld redet für den Gemeindenamen. Der Löwe mit dem Ring ist aus dem Wappen der Adelsfamilie von Deuring übernommen, die von der Mitte des 17. Jahrhunderts bis 1818 Inhaberin der Hofmark bzw. des Ortsgerichts Hohenthann war.

## Deuring-Gottmadingen-Heilsberg

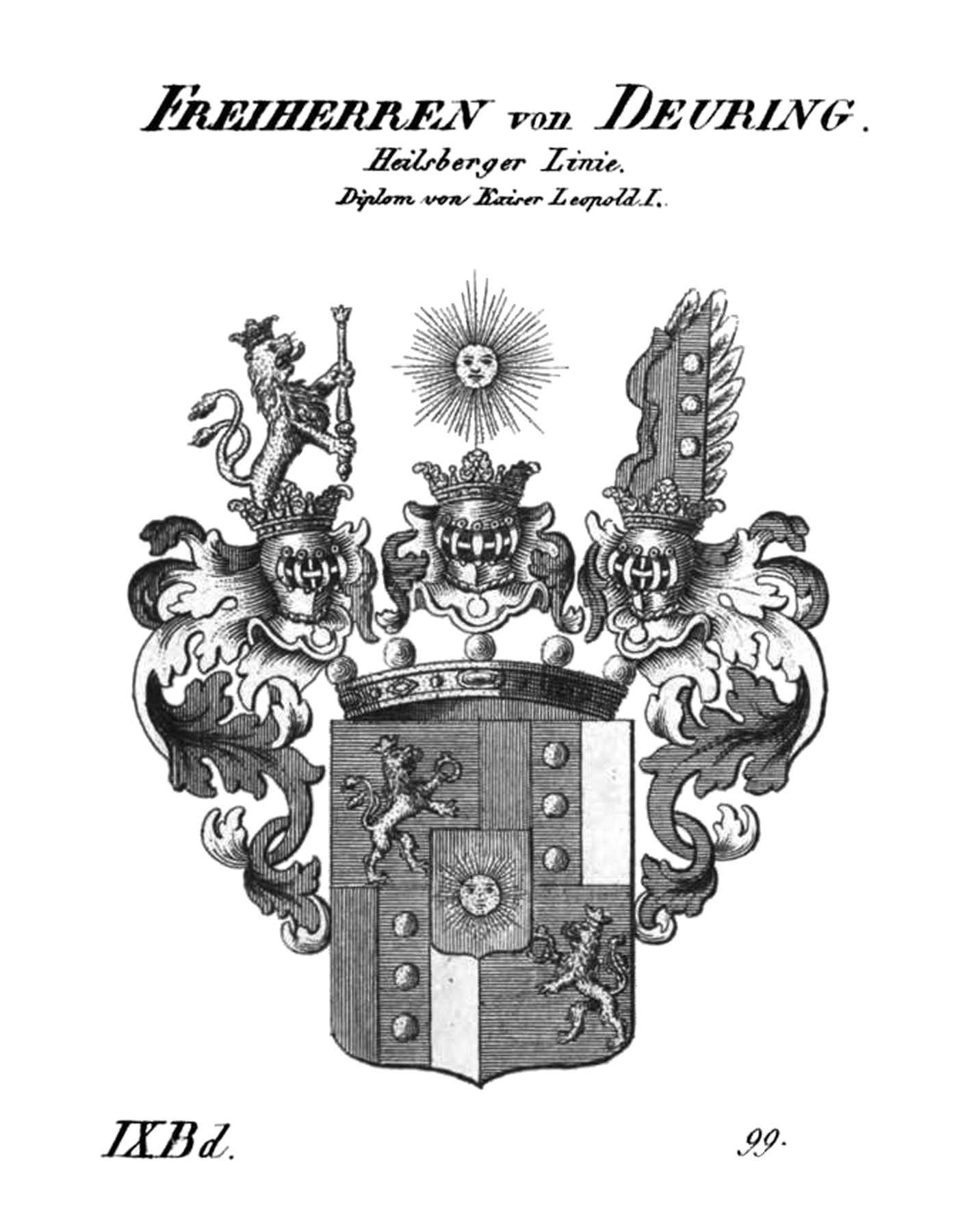
Freiherren von Deuring zu Gottmadingen-Heilsberg

Die Herren von Deuring kamen aus Vorarlberg nach Gottmadingen und hinterließen mit dem goldenen Löwen auf blauem Feld und drei goldenen Kugeln ihre Insignien im Wappen der Gemeinde.
Die Deurings wurden zu Freiherren erhoben, Adrian von Deuring machte Karriere und wurde später Kanzler in Innsbruck. Gleichzeitig waren die Deurings aber das letzte Geschlecht, das als Reichsritter regierte und unmittelbar dem Kaiser unterstand.
Mit dem Preßburger Frieden vom 26. Dezember 1805 kam Gottmadingen zusammen mit der Landgrafschaft Nellenburg an das neue Königreich Württemberg. Der Württemberger König gab die Herrschaft nicht wieder als Lehen aus, sondern stutzte die Deurings auf den Vasallenstatus zurück.